# ادگار گونزالس (بازیکن فوتبال، زاده ۱۹۹۷)
ادگار گونزالس (انگلیسی: Edgar González؛ زادهٔ ۱ آوریل ۱۹۹۷) بازیکن فوتبال اهل اسپانیا است.